# Garelli Mosquito

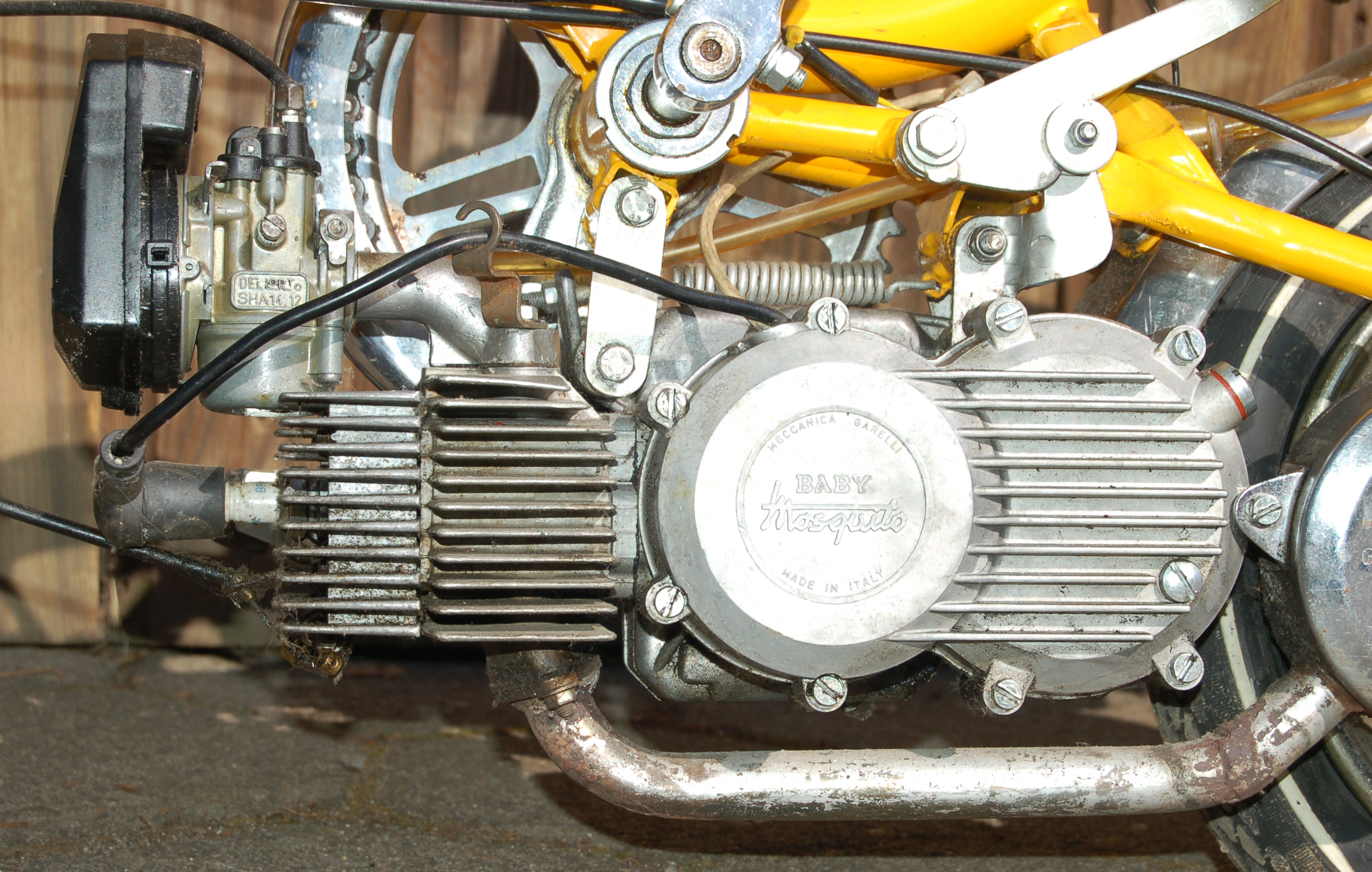
Un Garelli Baby Mosquito del 1972, 34 cm³ e 0,9 CV di potenza.

Il Garelli Mosquito è un propulsore ausiliario per biciclette prodotto dalla casa motociclistica milanese Garelli dal 1946 al 1960. Costruito in circa 2 milioni di esemplari, è stato il più diffuso, di questo tipo, in Europa.

## Il contesto
L'idea di progettare un motore ausiliario per bicicletta venne all'ingegnere milanese Carlo Alberto Gilardi verso la metà degli anni trenta, quando era costretto a percorrere lunghe distanze in bici, appesantito dalla cassetta degli attrezzi, per operare interventi di manutenzione o riparazione sui macchinari industriali commerciati dal padre. Diplomatosi all'Istituto Tecnico Giacomo Feltrinelli, si era poi laureato in ingegneria, studiando da privatista, all'Istituto Tecnico Superiore di Friburgo.
Allo scoppio della Seconda guerra mondiale Gilardi fu assunto come progettista alla Radaelli, dove ebbe l'intuizione di poter applicare ai piccoli motori a scoppio alcune soluzioni tecniche impiegate nei manovellismi dei compressori alternativi.

## Il progetto
Gilardi progettò e brevettò un motore a due tempi nel quale l'albero motore è sostanzialmente formato da un grosso perno con eccentrico di biella, ai cui lati sono posizionati il volano e il rullo di trasmissione. Sulla carta si trattava del motore ausiliario con l'ingombro trasversale più ridotto mai realizzato, addirittura inferiore alla distanza tra gli innesti dei pedali di una normale bicicletta e, quindi, con possibilità di essere installato all'interno del loro raggio d'azione. Purtroppo, Gilardi non aveva i mezzi finanziari per approntare i prototipi e, soprattutto, per avviare la produzione in serie.
Nel gennaio 1945 venne assunto alla Garelli e, pochi mesi dopo, mostrò il suo progetto al fondatore e proprietario dell'azienda, un tempo fantasioso e innovativo progettista di propulsori motociclistici, oltre che valente pilota. La Garelli aveva abbandonato da un decennio la produzione di motocicli, dedicandosi alla costruzione di aviocompressori e generatori alternativi per l'Esercito e per l'Aviazione, ma l'ingegnere Adalberto Garelli già pensava alla riconversione post bellica dell'azienda con un ciclomotore che stava studiando da oltre un anno e che aveva ormai raggiunto lo stato prototipale. Tuttavia, quando vide il progetto di Gilardi capì subito la semplicità e la genialità di quello schema.
Al termine del periodo bellico, nel quale la Garelli era scampata a bombardamenti e spoliazioni, i due ingegneri lavorarono alcune settimane per migliorare la distribuzione e l'industrializzazione dei componenti. 
Raggiunsero anche un accordo legale di reciproca soddisfazione, nel quale si pattuiva che il nuovo motore ausiliario sarebbe stato costruito e commercializzato con il marchio Garelli, mentre a Gilardi spettava una congrua royalty per ogni pezzo venduto. In questo modo la Garelli, dopo una lunga assenza, tornava da protagonista sul mercato motociclistico europeo e Gilardi rimaneva alle dipendenze dell'azienda per seguire lo sviluppo tecnico del motore, annullando ogni sua incertezza economica, dato l'immediato ed enorme successo del prodotto.

## Il Mosquito
Nel settembre del 1945 il prototipo fu applicato a una bicicletta di tipo turistico e fu collaudato severamente dallo stesso progettista, su lunghe distanze; le stesse che aveva percorso dieci anni prima in bicicletta, carico di attrezzi. In due mesi percorse oltre 15.000 km, apportando tra un viaggio e l'altro una miriade di piccole modifiche e tarature diverse.
Nei primi mesi del 1946 il motore ausiliario fu messo in vendita con la denominazione commerciale di "Mosquito", versione inglese del soprannome "zanzarino", affibbiatogli dagli operai della Garelli a causa della ridotta rumorosità di funzionamento. Il prezzo di vendita al pubblico venne stabilito in 22.000 Lire, più il 3% di IGE, per un totale di 22.600 Lire (pari a circa 730 € del 2014) che comprendeva la fornitura del motore, del serbatoio in lamiera verniciata e le rispettive staffe di fissaggio. All'epoca lo stipendio mensile di un operaio della Garelli era di circa 9.000 Lire e, pertanto, erano necessari due mesi e mezzo di lavoro per "affrancarsi dalla schiavitù dei pedali", come recitava il primo slogan pubblicitario del "Mosquito".
Il successo fu tale da rendere la situazione distributiva insostenibile. Già nei primi mesi di produzione la fabbrica di Sesto San Giovanni veniva assediata da rivenditori provenienti da mezza Italia che ritiravano i motori appena usciti dal reparto montaggio. L'azienda riusciva a sfornare poco più di 100 pezzi al giorno, appena sufficienti per coprire il mercato lombardo, ma i "Mosquito" erano richiesti in tutto il Paese, senza contare i numerosi ordinativi che cominciavano ad arrivare dall'Europa e non solo. Divenne necessario costruire un nuovo stabilimento a Napoli e, altresì, affidare concessioni per la costruzione sotto licenza in vari Paesi esteri. Il "Mosquito" venne costruito in Spagna, Francia, Inghilterra, Argentina e persino oltre cortina in Ungheria, dove fu ribattezzato "Dongo" (dondolo) a causa del lieve ondeggiamento longitudinale del motore, consentito dall'innesto elastico della trasmissione finale.
Il Mosquito si distingueva dagli altri motori ausiliari per la sua compattezza che ne rendeva facile l'installazione nella parte inferiore del ciclo, senza andare ad interferire con la posizione dei pedali. Per la notevole richiesta divenne necessaria anche l'apertura di una succursale per la fabbricazione in Francia.
La Garelli tra il 1946 e gli anni settanta produsse i seguenti modelli:
- Il 38-A del 1946 è stato il primissimo della serie. Si tratta di un motore a due tempi, con trasmissione elastica a rullo e cilindrata di 38,5 cm³ equipaggiato con un carburatore, solitamente Dell'Orto, in grado di erogare la potenza di 0,8 cavalli vapore e dal peso complessivo di circa 4 kg. L'alimentazione è assicurata da una miscela di olio/benzina al 6/7% ospitata nel serbatoio da 2 litri e il consumo è tra gli 80 e i 100 km con un litro, secondo il modo d'impiego.
- Il 38-B del 1953 era un'evoluzione del primo che, pur mantenendo la stessa sigla, aveva la cilindrata aumentata a 48 cm³.
- Il "Centrimatic" che decretò il successo definitivo del Mosquito venne presentato nel 1955 e aveva una modifica fondamentale: l'adozione di una trasmissione automatica brevettata che semplificava ulteriormente i comandi e riusciva a far raggiungere alla bicicletta modificata i 45km/h a pieno carico.

Nel ventennio successivo ci furono altre piccole evoluzioni del modello originario fino a giungere alle ultime versioni che avevano la caratteristica di avere il minimo nel carburatore.
Il Mosquito era un motore prettamente utilitario e alla portata di quasi tutte le tasche che veniva venduto in scatola di montaggio.
Si trattava soltanto di fissarlo con un morsetto e due galletti sotto i pedali, con l'unica limitazione di dover rinunciare al portapacchi della propria bicicletta per poter alloggiare al suo posto il serbatoio del carburante. Un rullo si appoggiava quindi allo pneumatico della bicicletta per trasmettere il moto.
Per quanto riguarda i comandi bisognava applicare sul manubrio l'acceleratore composto di una piccola leva simile a quella del cambio delle biciclette, da spingere in avanti per accelerare e rilasciarla per decelerare; l'alzavalvole ed infine la "raganella", ossia un clacson meccanico che non aveva bisogno di nessun tipo di alimentazione elettrica.
Il motore ausiliario poteva essere disinserito e consentire la marcia come bicicletta "semplice", non era però di facile gestione in occasione di fermate, quando era praticamente obbligatorio lo spegnimento del propulsore e il successivo riavvio.

Garelli Baby Mosquito Motore 35 cm³ (Typ 387) 1969/1970
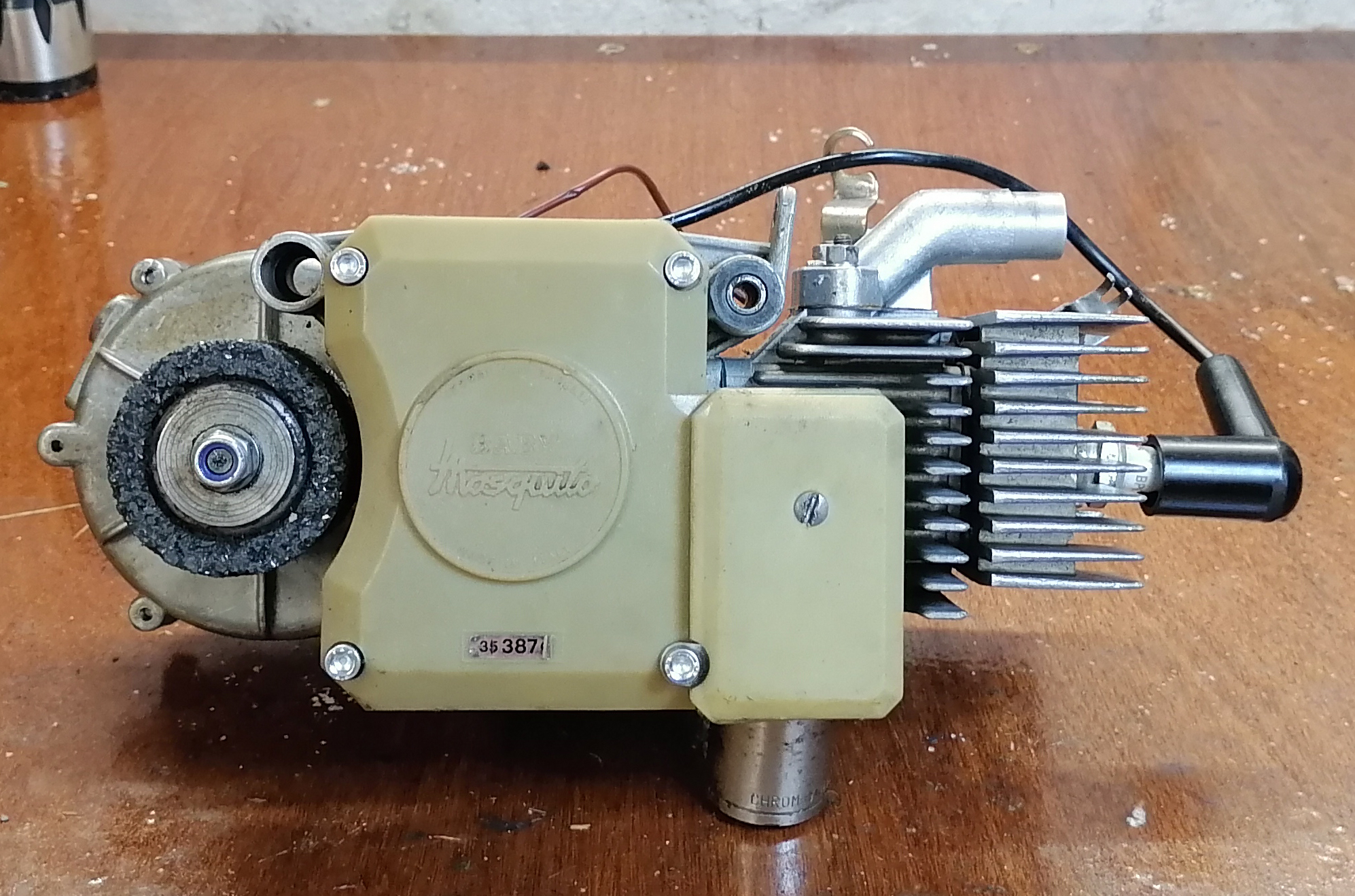
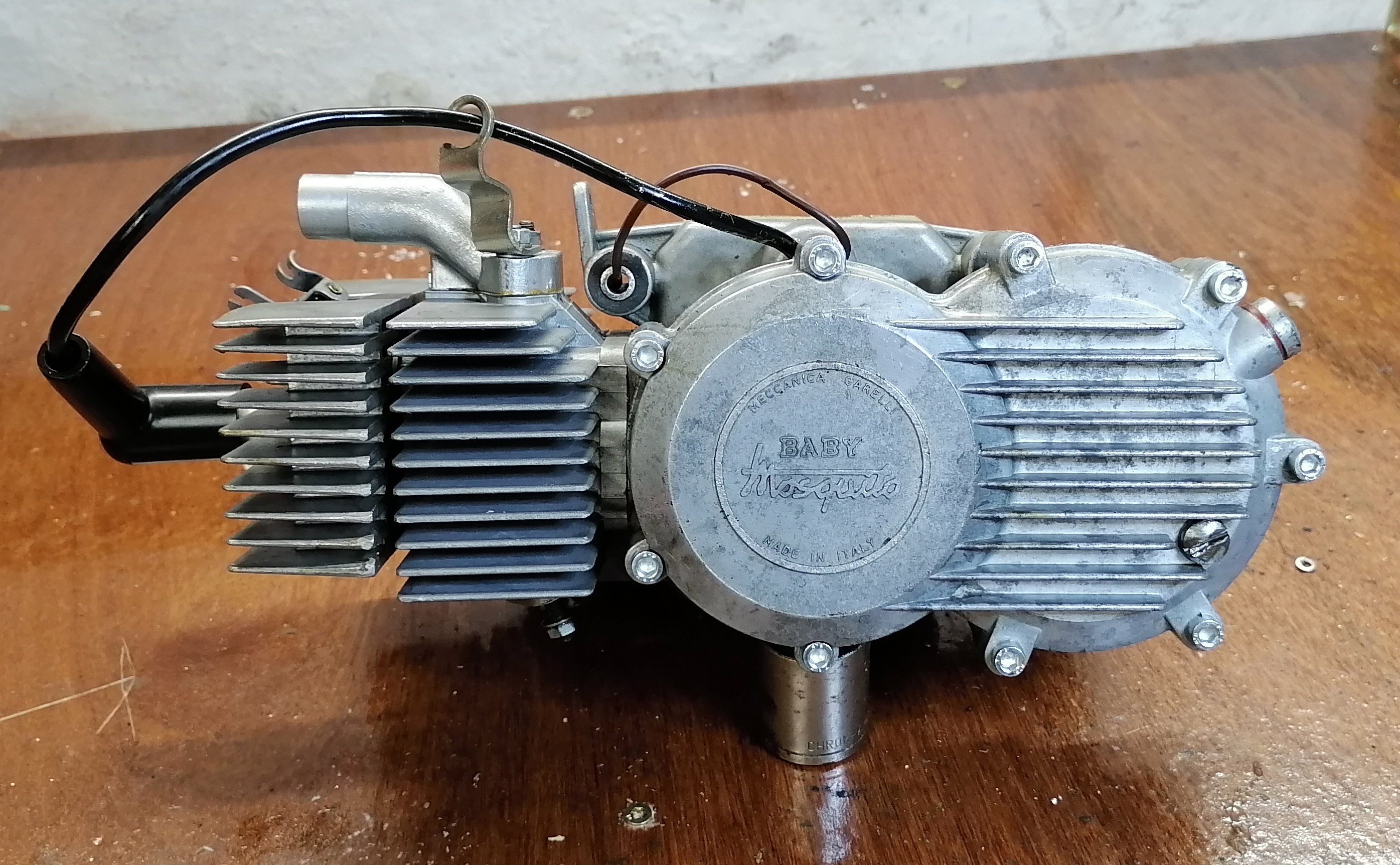
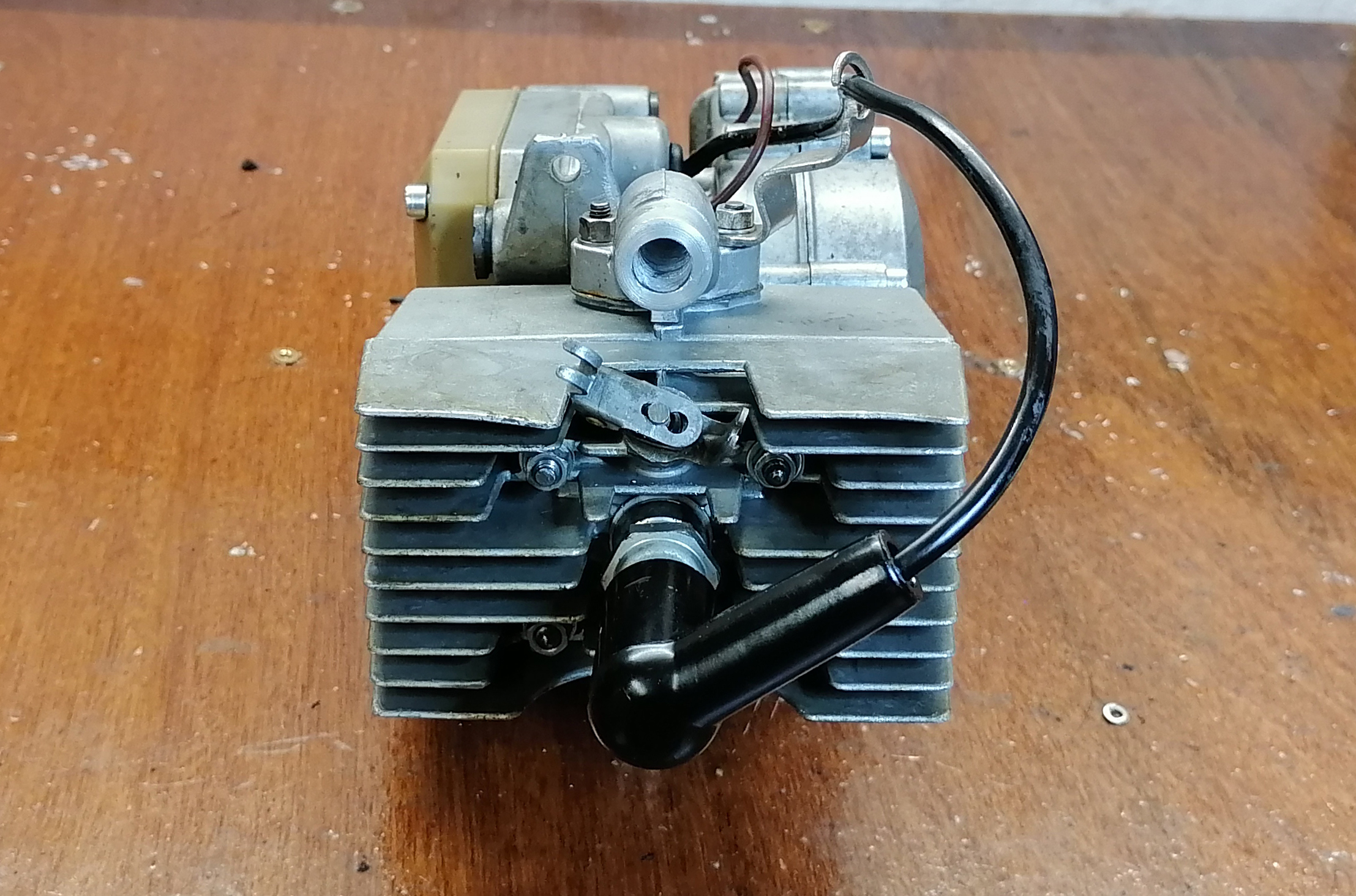
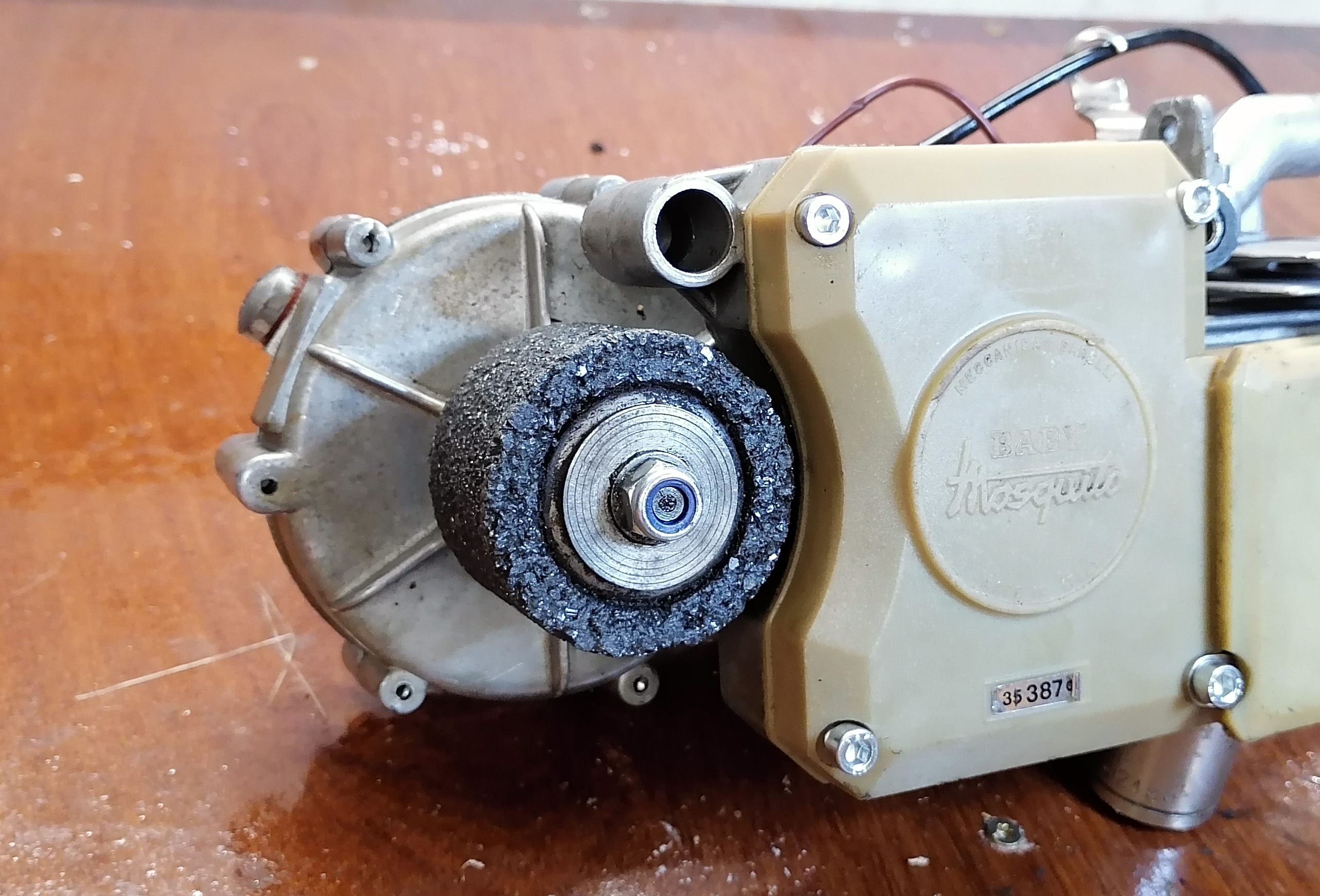

## Il giro del mondo
Allo scopo di dimostrare la resistenza del piccolo propulsore la Garelli organizzò una prova di impiego continuativo sulla distanza pari all'equatore che venne coperta in 55 giorni di funzionamento ininterrotto, dal 31 agosto al 24 ottobre del 1952, sul circuito cittadino di Pau.
Comprese le soste necessarie per rifornimenti e manutenzione, gli 8 piloti che si alternarono alla guida del "Mosquito 38A", riuscirono a percorrere i 40.074 km previsti in 1.325 ore, alla media di circa 30 km/h, costantemente controllati da due ufficiali giudiziari della cittadina che si alternavano nella verifica di regolare svolgimento.
Alla conclusione della prova, seguita dalla stampa specializzata internazionale, la Garelli annunciò che già circolavano 400.000 "Mosquito" identici a quello del record.

## Curiosità
Il Mosquito compare nel film Il disco volante del 1964.